# Након Фаном
Након Фаном е една от 76-те провинции на Тайланд. Столицата ѝ е едноименния град Након Фаном. Населението на провинцията е 684 444 жители (2000 г. – 33-та по население), а площта 5512,7 кв. км (39-а по площ). Намира се в часова зона UTC+7. Разделена е на 12 района, които са разделени на 97 общини и 1040 села.